# フィリップホフの戦い
フィリップホフの戦い（Battle of Philiphaugh）は、1645年9月13日にスコットランド南東部・スコティッシュ・ボーダーズの都市セルカークから2マイル離れたフィリップホフで発生した、清教徒革命（三王国戦争）での戦いである。国民盟約（カヴェナンター、または盟約派）が王党派のモントローズ侯爵ジェイムズ・グラハムを奇襲で破りスコットランド内戦を一段落させた。

## 経過
8月15日のキルシスの戦いで盟約派に大勝したモントローズ侯は勢いをかってグラスゴーへ入り、国王チャールズ1世の名において議会召集を図り、スコットランドの殆どを平定した。一方の盟約派はアーガイル侯爵アーチボルド・キャンベルを始め多くの幹部がスコットランドから逃亡、独力でモントローズ侯に対抗出来ない状態に追い込まれていった。チャールズ1世を始めイングランドの王党派は士気が上がり、モントローズ侯に期待を寄せるようになった。
しかし、肝心のイングランド王党派はイングランド内戦（第一次イングランド内戦）で、キルシスの戦いから2ヶ月前の6月14日にネイズビーの戦いで議会派に大敗し、立て直しが困難になっていた。チャールズ1世はイングランドを彷徨いながら抵抗を続けたが、甥で有力軍人のカンバーランド公ルパートが9月10日にブリストルを議会派へ明け渡し、劣勢になったチャールズ1世は北のスコットランドからモントローズ侯が援軍を率いて現れることを信じ、合流すべく北へ進路を取り都市を転々としつつニューアークに到着、モントローズ侯の来援を待った。
だが、モントローズ侯も深刻な状況に追い込まれた。救援のため南下しようとしたスコットランド王党派の軍は麾下のハイランド地方の兵士（ハイランダー）に逃げられてしまい、アイルランド兵を率いるアラスデア・マッコーラも私情を優先して勝手に離脱、他の支持者も次々と王党派を見捨てたり援助を打ち切ったため急速に弱体化してしまった。リーヴェン伯アレクサンダー・レズリーが率いる盟約派のイングランド派遣軍がスコットランドへ戻ることも決まり、盟約派の部将でリーヴェン伯の甥デイヴィッド・レズリーが騎兵隊を率いてイングランド国境を越えて北上すると、兵が700人しか残されていなかったモントローズ侯は方向転換、セルカークで盟約派の軍を迎え撃とうとしたが、情報は脱走兵を通して盟約派に筒抜けになっていた。
9月13日早朝、レズリーはセルカークから2マイル離れたフィリップホフにいたアイルランド兵200人に奇襲を仕掛けた。少数のアイルランド兵はたちまち包囲され、セルカークにいたモントローズ侯はフィリップホフへ駆けつけようとしたが、既に遅かったため離脱を余儀無くされた。アイルランド兵は虐殺され、モントローズ侯の兵も分裂しスコットランド王党派の南下は阻止され、スコットランドはアーガイル侯ら盟約派が主導権を奪い返した。
それでもチャールズ1世は合流の希望を捨てず、ニューアークからオックスフォードへ退去、1646年4月にオックスフォードを脱出、ニューアークで駐屯していた盟約派の軍に連行されてもモントローズ侯との接触を図ったが、モントローズ侯は力尽きて大陸へ亡命、合流の希望は潰えた。1649年にチャールズ1世処刑を執行したイングランド共和国に反発したモントローズ侯は翌1650年にスコットランドへ戻り再度挙兵したが、もはや往年の勢いは無く、盟約派に捕らえられて処刑された。